# Somatolophia montana
Somatolophia montana là một loài bướm đêm trong họ Geometridae.